# Breitblättriger Siebenstern
Der Breitblättrige Siebenstern (Lysimachia latifolia, syn. Trientalis latifolia, Trientalis borealis subsp. latifolia) ist eine Pflanzenart aus der Gattung Gilbweiderich (Lysimachia) innerhalb der Familie der Primelgewächse (Primulaceae).

## Beschreibung

### Vegetative Merkmale
Der Breitblättrige Siebenstern ist eine ausdauernde, krautige Pflanze, die Wuchshöhen von 10 bis 25 Zentimetern erreicht. Es werden unterirdische Ausläufer gebildet, an diesen sitzen senkrecht vergrößerte Knollen an. Die Stängel sind aufrecht und unverzweigt, sie tragen an der Spitze einen Blattquirl aus vier bis acht Laubblättern, selten sitzen weiter unten weitere Blätter wechselständig an, meist sind hier nur Schuppenblätter ausgebildet. Die Blätter des Blattquirls sind elliptisch bis eiförmig, etwa (3-) 4 bis 11 Zentimeter lang bei 1,5 bis 5,5 Zentimeter Breite, vor allem von Vancouver Island und der Küste von Washington sind relativ schmalblättrige Populationen bekannt. Die Blattspitze (Apex) kann spitz oder abgerundet sein.

### Generative Merkmale
Die Blüten sitzen einzeln oder in Gruppen von bis zu drei, selten bis zu fünf, auf relativ kurzen, sehr dünnen Blütenstielen, diese entspringen dem Sprossende inmitten des Blattquirls. Sie sind radiärsymmetrisch mit doppelter Blütenhülle. Es sind 5 bis 9 Kronblätter pro Blüte ausgebildet, in der Regel 6 oder 7. Diese sind hell- bis dunkelrosafarben, manchmal lavendelfarben getönt. Sie sind etwa 4,5 bis 8,8 Millimeter lang, eiförmig bis lanzettlich mit zugespitztem bis kurz stachelspitzigem Apex.
Die Blütezeit reicht von (April) Mai bis Juli.

## Verbreitung und Standort
Der Breitblättrige Siebenstern kommt im küstennahen westlichen Nordamerika vor, in British Columbia, Yukon, Kalifornien, Oregon und Washington. Es ist durch eine breite Verbreitungslücke von demjenigen von Lysimachia borealis im östlichen Nordamerika getrennt. Beide Arten kommen, allerdings nicht zusammen, nur in British Columbia vor, Lysimachia borealis hier nur im äußersten Nordosten, während Lysimachia latifolia fast nur im Südwesten (und hier recht häufig) vorkommt.
Er wächst im Unterwuchs von bodennassen Nadelwäldern, an den Ufern von Fließgewässern, von Küstenfelsen bis in etwa 1500 Meter Meereshöhe.

## Nutzung
Der Breitblättrige Siebenstern wird selten als Zierpflanze für Heidebeete und (Nadel-)Gehölzränder genutzt. Die Knollen wurden früher von Indianern der Westküste als Nahrung gesammelt.

## Taxonomie und Systematik
Die Art wurde als Trientalis latifolia erstbeschrieben von William Jackson Hooker 1838 in Flora boreali-americana Band 2. Viele Autoren betrachteten sie lange als Unterart von Lysimachia borealis (früher Trientalis borealis), dann Trientalis borealis subsp. latifolia (Hook.) Hultén genannt.
Die frühere Gattung Trientalis wurde 2009 mit Lysimachia synonymisiert. Bei phylogenomischen Analysen (anhand des Vergleichs homologer DNA-Sequenzen) ergab sich eine instabile Position der Trientalis-Arten, je nachdem, ob das Kerngenom oder das eigenständige Plastiden-Genom verwendet wurde. Dies deutet auf eine unterschiedliche Herkunft beider hin. Eine Erklärung wäre, dass Trientalis auf eine Hybridisierung zweier verschiedener Arten zurückgeht. Darauf deutet auch die ungewöhnlich hohe Chromosomenzahl (2n = ca. 160, gegenüber 2n = 16 bis 2n = 56 bei allen verwandten Arten). Ergebnis der genetischen Analysen war darüber hinaus, dass die bisherige Gattung Trientalis, wie auch Anagallis und Pelletiera, als morphologisch abgeleitete Formen in die Arten der Gattung Lysimachia eingeschachtelt sind. Damit würde Lysimachia, bei Anerkennung dieser Gattungen, paraphyletisch.
Ulrika Manns und Arne A. Anderberg versäumtes es allerdings bei der taxonomischen Umsetzung 2009, diese Art zu berücksichtigen. Die Umkombination in die Gattung Lysimachia wurde dann erst 2014 nachgeholt.